# ویلارد راکول
ویلارد راکول (انگلیسی: Willard Rockwell; ۳۰ مارس ۱۸۸۸ – ۱۶ اکتبر ۱۹۷۸) مدیر کارآفرین و مهندس اهل ایالات متحده آمریکا بود، که در سال ۱۹۱۹ شرکت هوافضای راکول اینترنشنال را تأسیس کرد.